# Popis vladara Gruzije

## Kraljevi Iberije
| Portret | Ime                            | Vladavina                      | Napomena |
| ------- | ------------------------------ | ------------------------------ | --- |
|         | Farnavaz I. ფარნავაზი          | 299. pr. Kr. – 234. pr. Kr.    | Prvi kralj Iberije. |
|         | Saurmag I. საურმაგ I           | 234. pr. Kr. – 159. pr. Kr.    | Drugi kralj Iberije. Farnavazov sin |
|         | Mirijan I. მირიან I            | 159. pr. Kr. – 109. pr. Kr.    | Treći kralj Iberije. Usvojeni Saurmagov sin. |
|         | Farnadžom ფარნაჯომი            | 109. pr. Kr. – 90. pr. Kr.     | Četvrti kralj Iberije. Sin Mirijana I. |
|         | Aršak I. არშაკ I               | 90. pr. Kr. – 78. pr. Kr.      | Peti kralj Iberije. Suprug Farnadžomove sestre. |
|         | Artak არტაგი                   | 78. pr. Kr. – 63. pr. Kr.      | Šesti kralj Iberije. Sin Aršaka I. |
|         | Farnavaz II. ფარნავაზ II       | 63. pr. Kr. – 30. pr. Kr.      | Sedmi kralj Iberije. Artakov sin. |
|         | Mirijan II. მირიან II          | 30. pr. Kr. – 20. pr. Kr.      | Osmi kralj Iberije. Sin Farnadžoma |
|         | Aršak II. არშაკ II             | 20. pr. Kr. – 1.               | Deveti kralj Iberije. Sin Mirijana II. |
|         | Farsman Veliki ფარსმან I დიდი  | 1. – 58.                       | Deseti kralj Iberije. Unuk Farnadžoma II. |
|         | Mitridat I. მირდატ I           | 58. – 106.                     | Jedanaesti kralj Iberije. Sin Farsmana Velikog |
|         | Amazasp I. ამაზასპი            | 106. – 116.                    | Dvanaesti kralj Iberije. Sin Mitridata I. |
|         | Farsman II. ფარსმან II ქველი   | 116. – 132.                    | Trinaesti kralj Iberije. Sin Amazaspa I. |
|         | Gadam ღადამი                   | 132. – 135.                    | Četrnaesti kralj Iberije. Sin Farsmana II. |
|         | Farsman III. ფარსმან III       | 135. – 185.                    | Petnaesti kralj Iberije. Gadamov sin. |
|         | Amazasp II. ამაზასპ II         | 185. – 189.                    | Šesnaesti kralj Iberije. Sin Farsmana III. |
|         | Rev I. რევ I მართალი           | 189. – 216.                    | Sedamnaesti kralj Iberije. Sin sestre Amazaspa II. |
|         | Vače ვაჩე                      | 216. – 234.                    | Osamnaesi kralj Iberije. Sin Reva I. |
|         | Bakur I. ბაკურ I               | 234. – 249.                    | Devetnaesi kralj Iberije. Vačeov sin. |
|         | Mitridat II. მირდატ II         | 249. – 265.                    | Dvadeseti kralj Iberije. Sin Bakura I. |
|         | Amazasp III. ამაზასპ III       | 260. – 265.                    | Protu-kralj Iberije |
|         | Aspagur I. ასფაგურ I           | 265. – 284.                    | Dvadesetprvi kralj Iberije. Sin Mitridata II. |
|         | Mirijan III. მირიან III        | 284. – 361.                    | Dvadesetdrugi kralj Iberije. Zet Aspagura I. Prvi gruzijski kralj koji je prigvatio kršćanstvo i uveo ga kao državnu religiju. Su-vladar sa svojim sinom Revom II. (345. – 361.) |
|         | Saurmag II. საურმაგ II         | 361. – 363.                    | Dvadesettreći kralj Iberije. Sin Reva II. |
|         | Aspagur II. ასფაგურ II         | 363. – 365.                    | Dvadesetčetvrti kralj Iberije. Sin Mirijana III. |
|         | Mitridat III. მირდატ III       | 365. – 380., diarh 370. – 378. | Dvadesetpeti kralj Iberije. Sin Aspagura II. Vladao sa Saurmagom II. u razdoblju 370. – 378.                                                                                     |
|         | Aspagur III. ასფაგურ III       | 380. – 394.                    | Dvadesetšesti kralj Iberije. Sin Mitridata III. |
|         | Trdat თრდატი                   | 394. – 406.                    | Dvadesetsedmi kralj Iberije. Sin Reva II. |
|         | Farsman IV. ფარსმან IV         | 406. – 409.                    | Dvadesetosmi kralj Iberije. Sin Aspagura III. |
|         | Mitridat IV. მირდატ IV         | 409. – 411.                    | Dvadesetdeveti kralj Iberije. Sin Aspagura III. |
|         | Arčil არჩილი                   | 411. – 435.                    | Trideseti kralj Iberije. Sin Mitridata IV. |
|         | Mitridat V. მირდატ V           | 435. – 447.                    | Tridesetprvi kralj Iberije. Arčilov sin. |
|         | Vahtang I. ვახტანგ I გორგასალი | 447. – 522.                    | Tridesetdrugi kralj Iberije. Sin Mitridata V. |
|         | Dači დაჩი                      | 522. – 534.                    | Tridesettreći kralj Iberije. Sin Vahtanga I. |
|         | Bakur II. ბაკურ II             | 534. – 547.                    | Tridesetčetvrti kralj Iberije. Dačijev sin. |
|         | Farsman V. ფარსმან V           | 547. – 561.                    | Tridesetpeti kralj Iberije. Sin Bakura II. |
|         | Farsman VI. ფარსმან VI         | 561. – ?                       | Tridesetšesti kralj Iberije. Sin brata Farsmana V. |
|         | Bakur III. ბაკურ III           | ? – 580.                       | Tridesetsedmi i posljednji kralj Iberije. Sin Farsmana VI. Kraljevstvo je ukinuo Hormizd IV.                                                                                     |

## Predsjedavajući kneževi Iberije
| Vladar                  | Vladavina               | Dinastija               | Vrhovni gospodar | Napomena |
| ----------------------- | ----------------------- | ----------------------- | --- | -------- |
| Guaram I.               | 588. – 590.             | Guaramidi               | - Mauricije (588. – 590.) |          |
| Stjepan I.              | 590. – 627.             | Guaramidi               | - Mauricije (590. – 602.) - Foka (602. – 610.) - Heraklije (610. – 627.) |          |
| Adarnaz I.              | 627. – 642.             | Hosroidi                | - Heraklije (627. -640.) - Omer Rašidunski Kalifat (640-642) |          |
| Stjepan II.             | 642. – 650.             | Hosroidi                | - Omer Rašidunski Kalifat (642. – 644.) - Osman Rašidunski Kalifat (644. – 650.) |          |
| Adarnaz II.             | 650. – 684.             | Hosroidi                | - Osman Rašidunski Kalifat (650. – 654.) - Ali Rašidunski Kalifat (654. – 661.) - Hasan Rašidunski Kalifat (661.) - Muavija I. Omejidski Kalifat (661. – 680.) - Jazid I. Omejidski Kalifat (680. – 683.) - Muavija II. Omejidski Kalifat (683. – 684.) |          |
| Guaram II.              | 684. – 693.             | Guaramidi               | - Marvan I. Omejidski Kalifat (684. – 685.) - Abd al-Malik Omejidski Kalifat (685. – 693.) |          |
| Guaram III.             | 693. – 748.             | Guaramidi               | - Abd al-Malik Omejidski Kalifat (693. – 705.) - al-Valid I. Omejidski Kalifat (705. – 715.) - Sulejman Omejidski Kalifat (715. – 717.) - Omer II. Omejidski Kalifat (717. – 720.) - Jazid II. Omejidski Kalifat (720. – 724.) - Hisham Omejidski Kalifat (724. – 743.) - al-Valid II. Omejidski Kalifat (743. – 744.) - Jazid III. Omejidski Kalifat (744.) - Ibrahim Omejidski Kalifat (744.) - Marvan II. Omejidski Kalifat (744. – 748.) |          |
| Adarnaz III.            | 748. – 760.             | Nersianidi              | - Marvan II. Omejidski Kalifat (748. – 750.) - As-Safah Abasidski Kalifat (750. – 754.) - al-Mansur Abasidski Kalifat (754. – 760.) |          |
| Nerse                   | 760. – 772.             | Nersianidi              | - al-Mansur Abasidski Kalifat (760. – 772.) |          |
| Upražnjeno: 772. – 775. | Upražnjeno: 772. – 775. | Upražnjeno: 772. – 775. | - al-Mansur Abasidski Kalifat (772. – 775.) |          |
| Nerse                   | 775. – 780.             | Nersianidi              | - al-Mahdi Abasidski Kalifat (775. – 780.) |          |
| Stjepan III.            | 780. – 786.             | Guaramidi               | - al-Mahdi Abasidski Kalifat (780. – 785.) - al-Hadi Abasidski Kalifat (785. – 786.) |          |
| Upražnjeno: 786. – 813. | Upražnjeno: 786. – 813. | Upražnjeno: 786. – 813. | - Harun er-Rašid Abasidski Kalifat (786. – 809.) - al-Amin Abasidski Kalifat (809. – 813.) |          |
| Ašot I.                 | 813. – 830.             | Bagrationi              | - Leon V. i Konstantin Simbat (813. – 820.) - Mihael II. (820. – 829.) - Teofil (829. – 830.) |          |
| Bagrat I.               | 830. – 876.             | Bagrationi              | - Teofil (830. – 842.) - Mihael III. (842. – 867.) - Bazilije I. (867. – 876.) |          |
| David I.                | 876-881                 | Bagrationi              | - Bazilije I. (876. -881.) |          |
| Gurgen I.               | 881. – 888.             | Bagrationi              | - Bazilije I. (876. – 886.) - Leon VI. (886. – 888.) |          |

## Gruzija pod dinastijom Bagrationi (780. – 1810.)

### Dinastija Bagration
| Vladar | Vladar                                                  | Rođen                                                                               | Vladavina                                                             | Smrt                                                                  | Područje vladavine                                 | Supruga | Napomena |
| --- | ------------------------------------------------------- | ----------------------------------------------------------------------------------- | --------------------------------------------------------------------- | --------------------------------------------------------------------- | -------------------------------------------------- | --- | --- |
| Ašot I. Veliki (აშოტ I დიდი) |                                                         | Prije 807. Sin Adarnaza I. od Tao-Klardžetije                                       | 807. -830. (813. - 830. kao princ Iberije)                            | oko 830. Nigali u 22. ili 23. godini života                           | Kneževina Tao-Klardžetija                          | Nepoznato četvero djece | Prvi od obitelji Bagratid koji je bio princ Iberije, 813. godine. Iz svoje baze u Tao-Klarjetiju borio se za povećanje teritorija Bagratida i tražio je bizantski protektorat protiv arapskog zadiranja. Pokrovitelj kršćanske kulture i prijatelj crkve, Gruzijska pravoslavna crkva proglasila ga je svetim . |
| Bagrat I. (ბაგრატ I) |                                                         | Prije 826. Sin Ašota I.                                                             | 830. – 876.                                                           | 876. u najmanje 49. ili 50. godini                                    | Kneževina Tao-Klardžetija                          | Nepoznato (od Armenije) (kći Smbata III.) troje djece | Također princ od Iberije. Bagrat je dijelio sa svojom braćom baštinske posjede, ali koja je područja zapravo posjedovao nije izravno naznačeno u srednjovjekovnim izvorima. Nalazio se u stalnoj borbi s Arapima, Abasgijancima i Kahetijcima zbog posjeda središnje Iberije. |
| Adarnaz II. (ადარნასე II) |                                                         | Prije 826. Sin Ašota I.                                                             | 830. – 867.                                                           | 867. u najmanje 40. ili 41. godini                                    | Kneževina Tao-Klardžetija                          | Bevreli od Abhazije (kći Bahrata I. od Abhazije) troje djece | Bagratova braća, vladala u različitim dijelovima kneževine. |
| Guaram (გუარამ) |                                                         | Prije 826. Sin Ašota I.                                                             | 830. – 882.                                                           | 882. u najmanje 55. ili 56. godini                                    | Kneževina Tao-Klardžetija                          | Nepoznato (od Armenije) (kći Smbata VIII.) jedno dijete | Bagratova braća, vladala u različitim dijelovima kneževine. |
| David I. (დავით I) |                                                         | ? Sin Bagrata I.                                                                    | 876. – 881.                                                           | 881.                                                                  | Kneževina Tao                                      | Nepoznato (kći Konstantina II. od Abhazije) dvoje djece | Također princ od Iberije. David je dijelio nasljedne zemlje Bagratida u Tao-Klardžetiji sa svojim ujacima i rođacima. |
| Gurgen I. (გურგენ I) |                                                         | ? Sin Adarnaz II. i Bevreli od Abhazije                                             | 876. – 891. (881. – 888. kao knez Iberije)                            | 891.                                                                  | Kneževina Tao                                      | Nepoznato (od Armenije) (kći Smbata VIII.) dvoje djece | Pridružio se princu Adarnazu i kralju Ašotu I. Armenskom protiv princa Nasre iz Tao-Klardžetije koji je želio oduzeti Adarnazu njegovo rodbinsko nasljedstvo. Adarnaz je od tada polagao kraljevski status, a Gurgen je zadržao svoje nasljedstvo. |
| Sumbat I. (სუმბატ I) |                                                         | ? Sin Adarnaza II. i Bevreli od Abhazije                                            | 876. – 889.                                                           | 889.                                                                  | Kneževina Klardžetija                              | Hosrovanuš dvoje djece | Sumbat je provinciju Klarjeti dobio kao apanažu u kojoj je vladao s naslovom mampali , koji je izgleda prešao na Sumbata i njegovo potomstvo nakon izumiranja linije Guaram Mampali. |
| Adarnaz IV. (ადარნასე IV) |                                                         | ? Sin Davida I.                                                                     | 888. – 923.                                                           | 923.                                                                  | Tao-Klardžetija                                    | Nepoznato šestero djece | Budući da je još uvijek bio maloljetan, bizantski car - sukladno politici podjele - imenovao je za kuropalate, ne Adarnaza, već svog rođaka Gurgena. Međutim, potonji se pridružio Adarnazu i armenskom kralju Ašotu I. protiv princa Nasre od Tao-Klardžetija, koji je želio oduzeti Adarnazu njegovo patrimonijalno nasljedstvo. Pobjeda je Adarnazu omogućila da za sebe zatraži kraljevski status. Adarnaz je tada bio odgovoran za obnovu iberijskog kraljevstva, koje je bilo u mirovanju otkako ga je ukinulo Sasanidsko Carstvo u 6. stoljeću, 888. godine. |
| David I. (დავით I) |                                                         | ? Sin Sumbat I.                                                                     | 889. – 943.                                                           | 23. veljače 943.                                                      | Kneževina Klardžetija                              | Nepoznato jedno dijete | Sin Sumbata I., vladali zajedno. |
| Bagrat I. (ბაგრატი I) |                                                         | ? Sin Sumbat I.                                                                     | 889. – 900.                                                           | 20. travnja 900.                                                      | Kneževina Klardžetija                              | Nepoznato petero djece | Sin Sumbata I., vladali zajedno. |
| Adarnaz III. (ადარნასე III) |                                                         | ? Sin Gurgen I.                                                                     | 891. – 896.                                                           | 896.                                                                  | Kneževina Tao                                      | Nepoznato troje djece | |
| Ašot I. „Nezreli“ (აშოტ კუხი) |                                                         | ? Sin Gurgena I.                                                                    | 896. – 918.                                                           | 918.                                                                  | Kneževina Tao                                      | Nepoznato troje djece | Ujak i nećak, najvjerojatnije vladali zajedno. Nakon smrti svog nećaka, Ašot je vladao sam. |
| David (დავით) |                                                         | ? Prvi sin Adarnaz III.                                                             | 896. – 908.                                                           | 908.                                                                  | Kneževina Tao                                      | Nepoznato troje djece | Ujak i nećak, najvjerojatnije vladali zajedno. Nakon smrti svog nećaka, Ašot je vladao sam. |
| Gurgen II. Veliki (გურგენ II დიდი) |                                                         | ? Drugi sin Adarnaza III.                                                           | 918. – 941.                                                           | 14. veljače 941.                                                      | Kneževina Tao                                      | Nepoznato (od Klardžetije) (kći Ašota Hitrog) jedno dijete | Pokrovitelj lokalnih samostanskih zajednica, Gurgen je predsjedao izgradnjom nove katedrale u Handzti. Gurgen je bio energičan vladar i u svojim je rukama akumulirao mnogo moći, vladajući Taom, dijelovima Klardžetije i Džavahetije, te Adžarijom i Nigalijem. Širenje njegovih teritorija išlo je na štetu njegovih rođaka i susjeda. Međutim, nije ostavio muške djece i njegova su zemljišta otišla u ruke njegovih rođaka. |
| David II. (დავით II) |                                                         | ? Sin Adarnaza IV.                                                                  | 923. – 937.                                                           | 937.                                                                  | Kraljevina Iberija                                 | Nepoznato četvero djece | Unatoč kraljevskom naslovu, za razliku od oca, David nije nosio tradicionalni visokobizantski naslov kuropalata, koji je car dodijelio Davidovu mlađem bratu Ašotu II. Kao rezultat toga, Davidov utjecaj i prestiž zasjenili su utjecaji ovog mlađeg brata. |
| Sumbat I. (აშოტ I დიდი) |                                                         | ? Sin Adarnaza IV.                                                                  | 937. – 958.                                                           | 958.                                                                  | Kraljevina Iberija                                 | Nepoznato dvoje djece | Nasljednik svoja dva brata, ujedinio je Iberiju s dijelom Taoa. |
| Bagrat I. (ბაგრატ I) |                                                         | ? Sin Adarnaza IV.                                                                  | 941. – 945.                                                           | ožujak 945.                                                           | Kneževina Gornji Tao                               | Nepoznato (od Klardžetije) (kći Ašota Hitrog) jedno dijete | |
| Ašot II. (გურგენ II დიდი) |                                                         | ? Sin Adarnaza IV.                                                                  | 941. -954.                                                            | 954.                                                                  | Kneževina Donji Tao                                | Neoženjen | Nije ostavio potomstvo. Nakon njegove smrti njegove su zemlje otišle Iberiji. |
| Donji Tao pripojen Kraljevini Iberiji |                                                         |                                                                                     |                                                                       |                                                                       |                                                    | | |
| Sumbat II. (სუმბატ II) |                                                         | ? Sin Davida I.                                                                     | 943. – 988.                                                           | 988.                                                                  | Kneževina Klardžetija                              | Nepoznato jedno dijete | |
| Adarnaz IV. (ადარნასე IV) |                                                         | ? Sin Bagrata I.                                                                    | 945. – 961.                                                           | 961.                                                                  | Kneževina Gornji Tao                               | Nepoznato dvoje djece | |
| Bagrat II. „Jednostavni“ (ბაგრატ II რეგუენი) |                                                         | ? Sin Sumbata I.                                                                    | 958. – 994.                                                           | 994.                                                                  | Kraljevina Iberija                                 | Neoženjen | Često se pojavljivao kao suradnik svog rođaka Davida III. od Taoa, najutjecajnije osobe među Bagratidima toga doba, pomažući mu protiv azerbejdžanskih Ravadida. |
| Bagrat II. (ბაგრატ II) |                                                         | ? Sin Adarnaza IV.                                                                  | 961. – 966.                                                           | 966.                                                                  | Kneževina Gornji Tao                               | Neoženjen | |
| David III. „Veliki“ (დავით III დიდი) |                                                         | ? Sin Adarnaza IV.                                                                  | 966. – 1001.                                                          | 1001.                                                                 | Kneževina Gornji Tao                               | Nepoznato dvoje djece | |
| David II. (დავით II) |                                                         | ? Sin Sumbata II.                                                                   | 988. – 993.                                                           | 993.                                                                  | Kneževina Klardžetija                              | Neoženjen | Sinovi Sumbata II, zajednički su vladali četrdeset dana, prije Bagratove smrti. |
| Bagrat II. (ბაგრატი II) |                                                         | ? Sin Sumbata II.                                                                   | 988.                                                                  | 988.                                                                  | Kneževina Klardžetija                              | Nepoznato dvoje djece | Sinovi Sumbata II, zajednički su vladali četrdeset dana, prije Bagratove smrti. |
| Sumbat III. (სუმბატი III) |                                                         | ? Sin Bagrat II.                                                                    | 993. – 1011.                                                          | 1011.                                                                 | Knaževina Klardžetija                              | Nepoznato dvoje djece | |
| Gurgen II. (გურგენი II) |                                                         | ? Sin Bagrata II.                                                                   | 994. – 1008.                                                          | oko 830. Nigali s najviše 22/23                                       | Kraljevina Iberija                                 | Guranduht Abhazijska jedno dijete | |
| U 1008., Bagrat, koji je bio kralj Abhazije od 978., naslijedivši od svog oca Gurgena krunu Iberije. Dva su se kraljevstva ujedinila u ono što je postalo poznato kao Kraljevina Gruzija. |                                                         |                                                                                     |                                                                       |                                                                       |                                                    | | |
| Bagrat III. „Ujedinitelj (ბაგრატ III) |                                                         | 960. Kutaisi Sin Guregna od Gruzije i Guranduht od Abhazije Usvojeni sin David III. | 1001. – 1008.                                                         | 7. svibnja 1014. Tao u godini 53. ili 54.                             | Kneževina Gornji Tao                               | Marta dvoje djece | Nećak Teodozije III. Abhaški. Po prvi put ujedinjeni na cijelom teritoriju Gruzije. |
| Bagrat III. „Ujedinitelj (ბაგრატ III) | 1008. – 1014.                                           | 960. Kutaisi Sin Guregna od Gruzije i Guranduht od Abhazije Usvojeni sin David III. | Kraljevina Gruzija                                                    | 7. svibnja 1014. Tao u godini 53. ili 54.                             |                                                    | Marta dvoje djece | Nećak Teodozije III. Abhaški. Po prvi put ujedinjeni na cijelom teritoriju Gruzije. |
| U 1008. Gornji Tao je pripojen Gruziji |                                                         |                                                                                     |                                                                       |                                                                       |                                                    | | |
| Bagrat III. (ბაგრატ III) |                                                         | ? Sin Sumbat III.                                                                   | 1011. – 1028.                                                         | 1028.                                                                 | Kneževina Klardžetija                              | Neoženjen | 1028. zatvorio ga je Bagrat IV iz Georgije i umro za vrijeme zatočeništva. Njegove je zemlje su apsorbirane u Gruziju. |
| 1028, Klardžetija je pripojena Gruziji |                                                         |                                                                                     |                                                                       |                                                                       |                                                    | | |
| Đuro I. (გიორგი I) |                                                         | 998. ili 1002. Sin Bagrat III. i Marta                                              | 1014. – 1027.                                                         | 16. kolovoza 1027. Mkinvarni ili Itaroni u 24./25. ili 28./29. godini | Kraljevina Gruzija                                 | Mariam Arcruni oko 1018. (poništen) četvero djece Alda Alanijska jedno dijete | |
| Bagrat IV. (ბაგრატ IV) (Pod skrbništvom Mariam Arcruni (მარიამი, Մարիամ) (1027. – 1037.)) |                                                         | 1018. Sin Đure I. i Mariam Arcruni                                                  | 1027. – 1072.                                                         | 24. studenog 1072. Marabda u 53. ili 54. godini                       | Kraljevina Gruzija                                 | Elena Argir 1032. Kutaisi bez djece Borena Alanijska Između 1033. i 1040. troje djece                                                                                            | Njegova je majka, dok je bila regentica, pregovarala o mirovnom ugovoru s Bizantskim Carstvom i vratila se s visokim bizantskim naslovom kuropalat za Bagrata 1032. godine. Bagrat je imao opoziciju: - Dmitar Anakopijski (დემეტრე) (1027. – 42.) Bagratov polubrat, i sin Alde Alanijske, koji je imao podršku svoje majke, Bizantskog Carstva i Liparitida. - Princ Đuro (გიორგი) (1050. – 1053.) Bagratov nasljednik, nakratko suprotstavljen ocu. |
| Đuro II. (გიორგი II) |                                                         | 1054. SIn Bagrata IV. iBorene Alanijske                                             | 1072. – 1089. 1089. – 1112. (nominalno)                               | 1112. u 57. ili 58. godini                                            | Kraljevina Gruzija                                 | Elena oko 1070. jedno dijete | Prethodno suprotstavljen ocu. Ne mogavši se učinkovito nositi s neprestanim turskim napadima Seldžuka i preplavljen unutarnjim problemima u svom kraljevstvu, George je bio prisiljen abdicirati u korist svog energičnog sina Davida, kojem je ostao nominalni suvladar do svoje smrti 1112. godine. |
| David I. „Graditelj“ (დავით IV აღმაშენებელი) |                                                         | 1073. Kutaisi Sin Đuro II. Gruzijski i Elena                                        | 1089. – 1125.                                                         | 24. siječnja 1125. Tbilisi u 51. ili 52. godini                       | Kraljevina Gruzija                                 | Rusudan Armenska oko 1090. (poništeno 1107.) četvero djece? Guranduht, Kipčakinjabr/>oko 1107. četvero djece?                                                                    | Popularno smatran najvećim i najuspješnijim gruzijskim vladarom u povijesti i originalnim arhitektom gruzijskog zlatnog doba, uspio je istjerati Turke Seldžuke iz zemlje 1121. godine. Njegove reforme omogućile su ponovno ujedinjenje zemlje i dovođenje većine zemalja Kavkaza pod kontrolu Gruzije. |
| Dmitar I. (დემეტრე I) |                                                         | 1093. Sin Davida IV. i Rusudan                                                      | 1125. – 1154. 1155. – 1156.                                           | 1156. Mcheta u 62. ili 63. godini                                     | Kraljevina Gruzija                                 | Nepoznato Prije 1130. četvero djece | Također i pjesnik. Godine 1154., vlastiti sin David natjerao ga je da abdicira i postane redovnik. Davidovom smrću mjesecima kasnije, vraćen je na prijestolje, ali nije preživio još dugo. Dmitrova opozicija: - Princ David (დავით) (1130.) Demetrijev nasljednik, nakratko suprotstavljen ocu. Čak i s ugušenom pobunom, na kraju je protjerao oca s prijestolja. |
| David V. (დავით V) |                                                         | Prije 1130-ih Prvi sin Dmitra I.                                                    | 1154. – 1155.                                                         | 1155. u najmanje 24. ili 25. godini                                   | Kraljevina Gruzija                                 | Nepoznato Prije 1130. najmanje jedno dijete | Prethodni protivnik svojem ocu. Prisilio ga je da abdicira, ali je umro nekoliko mjeseci kasnije. |
| Đuro III. (გიორგი III) |                                                         | Prije 1130-ih Drugi sin Dmitra I. Gruzijskog                                        | 1155. – 1184.                                                         | 27. ožujka 1184. u najmanje 53. ili 54. godini                        | Kraljevina Gruzija                                 | Burduhan Alanijska oko 1155. dvoje djece | Njegova je vladavina bila dio onoga što će se nazvati Gruzijsko zlatno doba - povijesno razdoblje u srednjem vijeku tijekom kojeg je Kraljevina Gruzija dosegla vrhunac svoje vojne moći i razvoja. Međutim, Đuro je imao opoziciju u: - Dmitru Gruzijskom (დემეტრე) (1177.-78) sinu Davida V., koji je imao podršku plemićke obitelji Orbeli. |
| Tamara I. „Velika“ (თამარ მეფე) |                                                         | oko 1160. Kći Đure III. and Burduhan                                                | 1184. – 1213.                                                         | 18. siječnja 1213. Agarani u 52. ili 53. godini                       | Kraljevina Gruzija                                 | Jurij Bogoljubski oko 1185. (poništeno 1187.) bez djece David Soslan 1189 dvoje djece                                                                                            | Suvladarica s ocem od 1178. Vladala u razdoblju političkih i vojnih uspjeha i kulturnih postignuća, predsjedavajući vrhuncem gruzijskog zlatnog doba. |
| Đuro IV „Sjajni“ (გიორგი IV ლაშა) |                                                         | oko 1191. Sin Davida Soslana i kraljice Tamare                                      | 1213. –1223.                                                          | 18. siječnja 1223. Bagavan u 31. ili 32. godini                       | Kraljevina Gruzija                                 | Neoženjen | Suvladar s majkom od 1207. godine nastavio je svoju politiku, ali je na kraju njegove vladavine poražen od Mongolske ekspedicije. |
| Rusudan (რუსუდან მეფე) |                                                         | 1194. Kći Davida Soslana i kraljice Tamare                                          | 1223. – 1245.                                                         | 1245. Tbilisi u 50. ili 51. godini                                    | Kraljevina Gruzija                                 | Gias ad-Din oko 1223. (poništeno 1226.) dvoje djece | Razdoblje obilježeno invazijom Mongola na Gruziju. Kraljica je bila prisiljena prihvatiti suverenitet mongolskog kana 1242. godine, plaćati godišnji danak i podržavati Mongole gruzijskom vojskom. |
| David VI. i I. Mlađi (დავით VI ნარინი) |                                                         | 1225. Sin Giasa ad-Dina i kraljice Rusudan                                          | 1245. – 1259. ( Od 1248. mlađi suvladar Davida VII.)                  | 1293. Tbilisi u 67. ili 68. godini                                    | Kraljevina Gruzija                                 | Tamara Amanelisdze prije 1254. troje djece Teodora, kći bizantskog cara Mihaela VIII. Paleologa. 1254. jedno dijete                                                              | Suvladar s majkom od 1230. Prisiljeni Mongolima da dijele vlast sa svojim rođakom Davidom VII. (1248.), ustao je protiv mongolske dominacije (1259.), ali nije uspio i postao je ograničen na istočno kraljevstvo, nazvano Imeretija, od1259. godine, gdje je vladao sam, prenoseći ga svojim potomcima. Kao kralj Imeretije, razvio je prijateljske odnose sa Zlatnom Hordom i dinastijom Bahri, koja je vladala Mamelučkim sultanatom i odbio napade Ilhanata. Također se umiješao u politiku Trapezuntskog Carstva. |
| David VI. i I. Mlađi (დავით VI ნარინი) | 1259. – 1293.                                           | 1225. Sin Giasa ad-Dina i kraljice Rusudan                                          | Zapadna Gruzija                                                       | 1293. Tbilisi u 67. ili 68. godini                                    |                                                    | Tamara Amanelisdze prije 1254. troje djece Teodora, kći bizantskog cara Mihaela VIII. Paleologa. 1254. jedno dijete                                                              | Suvladar s majkom od 1230. Prisiljeni Mongolima da dijele vlast sa svojim rođakom Davidom VII. (1248.), ustao je protiv mongolske dominacije (1259.), ali nije uspio i postao je ograničen na istočno kraljevstvo, nazvano Imeretija, od1259. godine, gdje je vladao sam, prenoseći ga svojim potomcima. Kao kralj Imeretije, razvio je prijateljske odnose sa Zlatnom Hordom i dinastijom Bahri, koja je vladala Mamelučkim sultanatom i odbio napade Ilhanata. Također se umiješao u politiku Trapezuntskog Carstva. |
| David VII. „Stariji“ (დავით VII ულუ) |                                                         | 1215 Nezakoniti sin Đure IV.                                                        | 1248. – 1259. ( kao stariji suvladar Davida VI.)                      | 1270. Tbilisi u 54. ili 55. godini                                    | Kraljevina Gruzija                                 | Jigda-Khatun prije 1252. bez djece Altun Alanijska () c.1249 Gvantsa Kakhaberidze (in polygamy until 1252) u bigamiji, odbačena 1252. 1250. jedno dijete Esukan 1263. bez djece  | . |
| David VII. „Stariji“ (დავით VII ულუ) | 1259-1270                                               | 1215 Nezakoniti sin Đure IV.                                                        | Eastern Georgia                                                       | 1270. Tbilisi u 54. ili 55. godini                                    |                                                    | Jigda-Khatun prije 1252. bez djece Altun Alanijska () c.1249 Gvantsa Kakhaberidze (in polygamy until 1252) u bigamiji, odbačena 1252. 1250. jedno dijete Esukan 1263. bez djece  | . |
| Između 1259. i 1330., zbog posljedica invazije Mongola, Imeretijom su vladali različiti kraljevi od ostatka Gruzije. David VI. i David VII., koji su zajedno vladali kao vazali Mongola, sada su vladali različitim dijelovima zemlje. Imeretija je imala još nekoliko razdoblja neovisnosti, između 1387. i 1412. (za vrijeme Timurove invazije na Gruziju), te ponovno između 1446. i 1452. godine. |                                                         |                                                                                     |                                                                       |                                                                       |                                                    | | |
| Dmitar II. „Odani“ (დემეტრე II თავდადებული) |                                                         | 1259. Prvi sin Davida VII. i Gonc'e                                                 | 1270. – 1289.                                                         | 12. ožujka 1289. Movakani u 29. ili 30. godini                        | Istočna Gruzija                                    | Teodora Megala Komnena od Trapezunta 1277. petero djece Mongolka Solghar (u poligamiji?) Prije 1280. troje djece Natela Džakeli (u poligamiji?) 1280. jedno dijete               | Kritiziran zbog moguće poligamije. Pogubio ga Kagan. |
| Vahtang II. (ვახტანგ II) |                                                         | Prije 1254. Prvi sin Davida VI. i Tamare Amanelisdze                                | 1289. – 1292.                                                         | 1292. u najmanje 37. ili 38. godini                                   | Istočna Gruzija                                    | Öljätäi 1289 bez djece | Zasjela na prijestolje Gruzije uz pristanak Mogola. |
| Konstantin I. (კონსტანტინე I) |                                                         | Prije 1254. Drugi sin Davida VI. i Tamare Amanelisdze                               | 1293. – 1327.                                                         | 1327. u najmanje 72. ili 73. godini                                   | Zapadna Gruzija                                    | nepoznato Prije 1327. bez djece | Za razliku od vladara na zapadu, Konstantin je ostao neovisan od ilhanidske hegemonije. Međutim, njegovu problematičnu vladavinu obilježilo je protivljenje njegovog brata Mihaela. |
| David VIII. (დავით VIII) |                                                         | 1273. Prvi sin Dmitra II. i Teodore Megala Komnene od Trapezunta                    | 1292. – 1302. 1308. – 1311.                                           | 1311. u 37. ili 38. godini                                            | Istočna Gruzija                                    | Öljätäi 1291 bez djece Nepoznato, iz obitelji Surameli 1302. jedno dijete | Odbio je podložiti se naređenjima Mongola, pa je između 1299. – 1308. proglašen svrgnutim kraljem, jer je vlastitu braću podržavao mongolski kan. Iako ga je brat Vahtang prisilio na abdikaciju s prijestolja, nakon njegove smrti ponovo je ustoličen za kralja. |
| Đuro V. „Briljantni“ (გიორგი V ბრწყინვალე) |                                                         | 1286. ili 1289. Sin Dmitra II. I Natele Džakeli                                     | 1299–1302 1313. – 1330.                                               | 1346. u 56./57. ili 59./60. godini                                    | Istočna Gruzija                                    | Nepoznato prije 1346. jedan sin | Godine 1299. ilhanidski kan Gazan postavio ga je za suparničkog vladara Đurinom starijem bratu, pobunjenom gruzijskom kralju Davidu VIII. Međutim, Đurina se vlast nije protezala dalje od prijestolnice Tbilisija zaštićene Mongolima, pa je George u tom razdoblju nazivan "Kraljem sjene Tbilisija". 1302. zamijenio ga je njegov brat, Vahtang III. Nakon uklanjanja, imenovan je regentom za svog nećaka Đuru VI., koji je umro kao maloljetnik. Potom se ponovno popeo na mjesto kralja, ponovno okupivši Gruziju 1330. godine. Fleksibilni i dalekovidi političar, oporavio je Gruziju od stoljetne dominacije Mongola, vraćajući zemlji prijašnju snagu i kršćansku kulturu. |
| Đuro V. „Briljantni“ (გიორგი V ბრწყინვალე) | 1330. – 1346.                                           | 1286. ili 1289. Sin Dmitra II. I Natele Džakeli                                     | Kraljevina Gruzija                                                    | 1346. u 56./57. ili 59./60. godini                                    |                                                    | Nepoznato prije 1346. jedan sin | Godine 1299. ilhanidski kan Gazan postavio ga je za suparničkog vladara Đurinom starijem bratu, pobunjenom gruzijskom kralju Davidu VIII. Međutim, Đurina se vlast nije protezala dalje od prijestolnice Tbilisija zaštićene Mongolima, pa je George u tom razdoblju nazivan "Kraljem sjene Tbilisija". 1302. zamijenio ga je njegov brat, Vahtang III. Nakon uklanjanja, imenovan je regentom za svog nećaka Đuru VI., koji je umro kao maloljetnik. Potom se ponovno popeo na mjesto kralja, ponovno okupivši Gruziju 1330. godine. Fleksibilni i dalekovidi političar, oporavio je Gruziju od stoljetne dominacije Mongola, vraćajući zemlji prijašnju snagu i kršćansku kulturu. |
| Vahtang III. (ვახტანგ III) |                                                         | 1276. Drugi sin Dmitra II. i Teodore Megala Komnene od Trapezunta                   | 1302. – 1308.                                                         | 1308. u 31. ili 32. godini                                            | Istočna Gruzija                                    | Ripsime prije 1308. dvoje djece | |
| Đuro VI. „Maloljetni“ (გიორგი VI მცირე) (Pod skrbništvom princa Đure) |                                                         | oko 1302. Sin Davida VIII.                                                          | 1311. – 1313.                                                         | 1313. u 10. ili 11. godini                                            | Istočna Gruzija                                    | neoženjen | Pod regentstvom svog ujaka, Đuro V. umro je kao maloljetnik. |
| Mihael I. (მიქელ I) |                                                         | Prije 1254. Treći sin Davida VI. i Tamare Amanelisdze                               | 1327. – 1329.                                                         | 1329. u najmanje 74. ili 75. godini                                   | Zapadna Gruzija                                    | nepoznato Prije 1329. jedno dijete | Nasuprot bratu Konstantinu I., nastojao je kruni ponovo podrediti veliko plemstvo i provincijske dinaste koji su za vladavine Konstantina I. imali veću autonomiju. |
| Bagrat I. „Maloljetni“ (ბაგრატ I მცირე) |                                                         | Prije 1329. Sin Mihaela I.                                                          | 1329. – 1330.                                                         | 1372. u najmanje 42. ili 43. godini                                   | Zapadna Gruzija                                    | Nepoznato (kći Kvarkvara II. Džakelija) 1358. troje djece | Još maloljetnik, svrgnuo ga je Đuro V. |
| David IX. (დავით IX) |                                                         | Prije 1346. Sin Đure V.                                                             | 1346. – 1360.                                                         | 1360. u najmanje 13. ili 14. godini                                   | Kraljevina Gruzija                                 | Sinduhtar prije 1360. dvoje djece | Prosperitet kraljevstva nije potrajao, jer je Crna smrt zahvatila ovo područje 1348. Godine 1360. Gruzija je izgubila Armeniju. |
| Bagrat V. „Veliki“ (ბაგრატ V დიდი) |                                                         | Prije 1360. Sin Đure V.                                                             | 1360. – 1387.                                                         | 1393. u najmanje 32. ili 33. godini                                   | Kraljevina Gruzija                                 | Helena Megala Komnena prije 1366. dvoje djece Ana Velika Komnena Lipanj 1366. jedno dijete                                                                                       | Pošten i popularan vladar. Zatočen od strane Zlatne Horde. Kako bi bio pušten, postao musliman. |
| Bagrat V. „Veliki“ (ბაგრატ V დიდი) | 1387. – 1392.                                           | Prije 1360. Sin Đure V.                                                             | Istočna Gruzija                                                       | 1393. u najmanje 32. ili 33. godini                                   |                                                    | Helena Megala Komnena prije 1366. dvoje djece Ana Velika Komnena Lipanj 1366. jedno dijete                                                                                       | Pošten i popularan vladar. Zatočen od strane Zlatne Horde. Kako bi bio pušten, postao musliman. |
| Bagrat V. „Veliki“ (ბაგრატ V დიდი) | 1392. – 1393.                                           | Prije 1360. Sin Đure V.                                                             | Kraljevina Gruzija                                                    | 1393. u najmanje 32. ili 33. godini                                   |                                                    | Helena Megala Komnena prije 1366. dvoje djece Ana Velika Komnena Lipanj 1366. jedno dijete                                                                                       | Pošten i popularan vladar. Zatočen od strane Zlatne Horde. Kako bi bio pušten, postao musliman. |
| Aleksandar I. (ალექსანდრე I) |                                                         | Poslije 1358. Prvi sin Bagrata I.                                                   | 1387. – 1389.                                                         | 1389. u najviše 31. godini                                            | Kraljevina Imeretija                               | Ana Orbeliani Prije 1389. dvoje djece | |
| Đuro I. (გიორგი I) |                                                         | Poslije 1358. Drugi sin Bagrata I.                                                  | 1389. – 1392.                                                         | 1392. u najviše 34. godini                                            | Kraljevina Imeretija                               | Neoženjen | 1392. godine Imeretija je ponovo pripojen Gruziji. |
| Đuro VII. (გიორგი VII) |                                                         | Prije 1366. Sin Bagrata V. i Helene Megala Komnene                                  | 1393. – 1396.                                                         | 1407. u najmanje 40. ili 41. godoni                                   | Kraljevina Gruzija                                 | Neoženjen | Zapadna Gruzija izgubljena ponovo 1396. |
| Đuro VII. (გიორგი VII) | 1396. – 1407.                                           | Prije 1366. Sin Bagrata V. i Helene Megala Komnene                                  | Istočna Gruzija                                                       | 1407. u najmanje 40. ili 41. godoni                                   |                                                    | Neoženjen | Zapadna Gruzija izgubljena ponovo 1396. |
| Konstantin II. (კონსტანტინე II) |                                                         | Poslije 1358. Drugi sin Bagrata I.                                                  | 1396. – 1401.                                                         | 1401. u najviše 42. ili 43. godini                                    | Kraljevina Imeretija                               | Neoženjen | 1396. godine Konstantin je iskoristio kontinuirani rat Đure VII. s Timurom - u kojem je umro velik broj Imerećana - i smrt Vameka Dadianija i vratio se u Imeretiju. |
| Konstantin I. (კონსტანტინე I) |                                                         | oko 1366. Sin Bagrata V. i Ane Komnene                                              | 1407. – 1412.                                                         | 1412. u 45. ili 46. godini                                            | Istočna Gruzija                                    | Natia Amiredžibi oko 1389. troje djece | |
| Dmitar I. (დემეტრე I) |                                                         | Prije 1389. Sin Aleksandra I. i Ane Orbeliani                                       | 1401. – 1412.                                                         | 1445. u najmanje 55. godini                                           | Kraljevina Imeretija                               | Nepoznato Prije 1445. bez djece | Od 1412. prihvaća suzerenitet iz Gruzije i vlada kao vojvoda. |
| Aleksandar I. „Veliki“ (ალექსანდრე I დიდი) |                                                         | 1386. Sin Konstantina I. i Natije Amiredžibi                                        | 1412. – 1442.                                                         | 27. kolovoza 1445 ili 7. ožujka 1446. u 58. – 60. godini              | Kraljevina Gruzija                                 | Dulanduht Orbeliani oko 1411. troje djece Tamara od Imeretije oko 1414. troje djece                                                                                              | Vraća se Imeretiju 1412. Unatoč njegovim naporima da zemlju vrati iz ruševina koje su ostavile invazije tursko-mongolskog vojskovođe Timura, Gruzija se nikada nije oporavila i suočila se s neizbježnom fragmentacijom nakon koje je uslijedilo dugo razdoblje stagnacije. Bio je posljednji vladar ujedinjene Gruzije koja je bila relativno slobodna od strane dominacije. Abdicirao. |
| Dmitar III. (დიმიტრი III) |                                                         | 1413. Sin Aleksandra I. and Dulanduht Orbeliani                                     | 1433. – 1446.                                                         | 1453. u 39./40. godini                                                | Kraljevina Gruzija                                 | Gulhan od Imeretije (umrla 1472.) oko 1450. jedno dijete | Suvladar, od 1433. godine vladao je s ocem, a potom i bratom Vahtangom. |
| Vahtang IV. (ვახტანგ IV) |                                                         | 1413. Sin Aleksandra I. and Dulanduht Orbeliani                                     | 1442. – 1446.                                                         | Prosinac 1446. u 32./33. godini                                       | Kraljevina Gruzija                                 | Sitihatun Panaskerteli-Cicišvili oko 1442. bez djece | |
| Đuro VIII. (გიორგი VIII) |                                                         | 1417. Sin Aleksandra I. i Tamare                                                    | 1446. – 1463.                                                         | 1476. u 58./59. godini                                                | Kraljevina Gruzija                                 | Tamara 1445. petero djece? Nestan-Daredžan 1456. petero djece? | 1463. godine još jednom je izgubio Imeretiju. Od 1465. godine odrekao se Gruzije i vladao samo u Kahetiji. |
| Đuro VIII. (გიორგი VIII) | 1463. – 1466.                                           | 1417. Sin Aleksandra I. i Tamare                                                    | Istočna Gruzija                                                       | 1476. u 58./59. godini                                                |                                                    | Tamara 1445. petero djece? Nestan-Daredžan 1456. petero djece? | 1463. godine još jednom je izgubio Imeretiju. Od 1465. godine odrekao se Gruzije i vladao samo u Kahetiji. |
| Đuro VIII. (გიორგი VIII) | 1466. – 1476.                                           | 1417. Sin Aleksandra I. i Tamare                                                    | Kraljevina Kahetija                                                   | 1476. u 58./59. godini                                                |                                                    | Tamara 1445. petero djece? Nestan-Daredžan 1456. petero djece? | 1463. godine još jednom je izgubio Imeretiju. Od 1465. godine odrekao se Gruzije i vladao samo u Kahetiji. |
| Bagrat VI. (ბაგრატ VI) |                                                         | 1439. Sin Princa Đure i Gulhan od Imeretije                                         | 1463. – 1466.                                                         | 1478. u 58./59. godini                                                | Kraljevina Imeretija                               | Helena (umrla 3. studenog 1510.) troje djece | 1466. popeo se na prijestolje Kartlije (koje se odrekao Đuro VIII.) i ujedinio ju ponovo s Imeretijom. |
| Bagrat VI. (ბაგრატ VI) | 1466. – 1478.                                           | 1439. Sin Princa Đure i Gulhan od Imeretije                                         | Kraljevina Gruzija                                                    | 1478. u 58./59. godini                                                |                                                    | Helena (umrla 3. studenog 1510.) troje djece | 1466. popeo se na prijestolje Kartlije (koje se odrekao Đuro VIII.) i ujedinio ju ponovo s Imeretijom. |
| Aleksandar I. (ალექსანდრე I) |                                                         | 1445. Sin Đure VIII. i Tamare od Nestan-Daredžana                                   | 1476. – 1511.                                                         | 27. travnja 1511. u 65./66. godini                                    | Kraljevina Kahetija                                | Ana Čolokašvili dvoje djece Tinatin(ista osoba kao Ana?) | Aleksandrova povodljivost i fleksibilna diplomacija donijeli su mu sigurnost od susjednih sila, da bi ga ubio vlastiti sin Đuro II. "Loši". Priznao je sizerenstvo Šaha ("Kralj") Ismaila I. iz Safavidskog Carstva početkom 16. stoljeća. |
| Aleksandar II. (ალექსანდრე II) |                                                         | Prije 1478. Sin Bagrata VI. i Helene                                                | 1478.                                                                 | 1. travnja 1510. u njamanje 31./32. godini                            | Kraljevina Gruzija                                 | Tamara (umrla 12. ožujka 1510.) sedmero djece | Nakon što ga je Konstantin II. svrgnuo, Aleksandar je povratio Imeretiju nakon Konstantinova poraza od Kvarkvara II. Džakelija, moćnog atabega Samchea, 1483. godine, ali je izgubio Kutaisi od Konstantina opet godinu dana kasnije. 1488. godine Aleksandar je iskoristio invaziju Turkmena Ak Koyunlua na Kartliju i preuzeo kontrolu nad Imeretijem. |
| Aleksandar II. (ალექსანდრე II) | 1488. – 1510.                                           | Prije 1478. Sin Bagrata VI. i Helene                                                | Kraljevina Imeretija                                                  | 1. travnja 1510. u njamanje 31./32. godini                            |                                                    | Tamara (umrla 12. ožujka 1510.) sedmero djece | Nakon što ga je Konstantin II. svrgnuo, Aleksandar je povratio Imeretiju nakon Konstantinova poraza od Kvarkvara II. Džakelija, moćnog atabega Samchea, 1483. godine, ali je izgubio Kutaisi od Konstantina opet godinu dana kasnije. 1488. godine Aleksandar je iskoristio invaziju Turkmena Ak Koyunlua na Kartliju i preuzeo kontrolu nad Imeretijem. |
| Konstantin II. (კონსტანტინე II) |                                                         | 1447. Sin Dmitra III. i Gulhan od Imeretije                                         | 1478. – 1488.                                                         | 150.5 u 57./58. godini                                                | Kraljevina Gruzija                                 | Tamaar (umrla 1492.) 1473. jedanaestero djece | Unuk po ocu Aleksandra I. Početkom 1490-ih morao je priznati neovisnost suparničkih vladara Imeretije i Kahetije, te ograničiti svoju moć na Kartliju. |
| Konstantin II. (კონსტანტინე II) | 1488. – 1505.                                           | 1447. Sin Dmitra III. i Gulhan od Imeretije                                         | Kraljevina Kartlija (Ostatak Gruzije)                                 |                                                                       |                                                    | Tamaar (umrla 1492.) 1473. jedanaestero djece | Unuk po ocu Aleksandra I. Početkom 1490-ih morao je priznati neovisnost suparničkih vladara Imeretije i Kahetije, te ograničiti svoju moć na Kartliju. |
| 1490. godine, nakon nekoliko desetljeća dinastičkih borbi, nacionalno vijeće dogovorilo se o podjeli Kraljevine Georgije na tri kraljevstva. Kraljevi Gruzije zadržali su najveći dio podijeljenog kraljevstva koji se vratio starom imenu Kartlija. Imeretija i Kahetija nastali su kao druga dva kraljevstva Bagatriona stvorena iz podjele. |                                                         |                                                                                     |                                                                       |                                                                       |                                                    | | |
| David X. (დავით X) |                                                         | 1482. Sin Konstantina II. i Tamare                                                  | 1505. – 1526.                                                         | 1526. u 43./44. godini                                                | Kraljevina Kartlija                                | Nestan-Daredžan Baratašvili bez djece Tamara (umrla 1554.) osmero djece | Unatoč činjenici da je Konstantin priznao neovisnost odcijepljenih gruzijskih kraljevstava Imeretije i Kahetije, suparništvo među tim stranama nastavljeno je pod Davidom. Morao je braniti svoje kraljevstvo od napada Aleksandra II. od Imeretije i Đure II. od Kahetije. |
| Bagrat III. (ბაგრატ III) |                                                         | 23. rujna 1495. Sin Aleksandra II. i Tamare                                         | 1510. – 1565.                                                         | Rujan 1565. u 69./70. godini                                          | Kraljevina Imeretija                               | Elena (umrla 1565.) šestero djece | Suočen s opetovanim napadima Osmanskih Turaka, kao i sa sukobim a s njegovim tobožnjim vazalnim prinčevima Mingrelije, Gurije i Abhazije koji su se često pridruživali neprijatelju. |
| Đuro II. „Opaki“ (გიორგი II) |                                                         | 1464. Sin Aleksandra I. and Dulanduht Orbeliani                                     | 1511. – 1513.                                                         | 1513. u 48./49. godini                                                | Kraljevina Kahetija                                | Elena Irubakidze-Čolokašvili (umrla 1532.) troje djece | Nakon neuspjelog upada u Kartliju, završio u zatvoru, gdje je ubrzo ubijen. |
| Kahetija nakratko pripojena Kartliji |                                                         |                                                                                     |                                                                       |                                                                       |                                                    | | |
| Levan (ლევანი) |                                                         | 1504. Sin Đure II. i Elene Irubakidze-Čolokašvili                                   | 1520. – 1574.                                                         | 1574. u 69./70. godini                                                | Kraljevina Kahetija                                | Tinatin Gurieli (poništen 1529.) dvoje djece Nepoznato (kći Kamala Kara-Musela) četrnaestero djece                                                                               | Obnovio je kraljevstvo Kakheti i predsjedao je najnaprednijim i najmirnijim razdobljem u svojoj povijesti. |
| Đuro IX. (გიორგი IX) |                                                         | ? Sin Davida X. i Tamare Džakeli                                                    | 1525. – 1527.                                                         | 1539.                                                                 | Kraljevina Kartlija                                | Neoženjen | Abdicirao u korist brata |
| Luarsab I. (ლუარსაბ I) |                                                         | 1502. ili 1509. Sin Davida X. i Tamare Džakeli                                      | 1527. – 1556./58.                                                     | 1556. ili 1558. Garisi u 47. – 56. godini                             | Kraljevina Kartlija                                | Tamara od Imeretije osmero djece | Uporan u svom otporu protiv safavidsko-perzijske agresije, ubijen je u bitci kod Garisija. |
| Šimun I. „Veliki“ (სიმონ I დიდი) |                                                         | 1537. Sin Luarsaba I. i Tamare od Imeretije                                         | 1556. – 1569. 1578. – 1599.                                           | 1611. Konstantinopol u 73./74. godini                                 | Kraljevina Kartlija                                | Nestan-Daredžan od Kahetije jedno dijete | Njegov prvi mandat obilježio je rat protiv perzijske dominacije u Gruziji. 1569. godine Perzijci su ga zarobili i proveo je devet godina u zarobljeništvu. 1578. godine pušten je i ponovno instaliran u Kartliji. Tijekom tog razdoblja (tj. drugog mandata) borio se kao perzijski podanik protiv osmanske dominacije u Gruziji. 1599. godine Osmanlije su uhvatili Šimuna I. i umro je u zarobljeništvu. |
| Đuro II. (გიორგი II) |                                                         | Prije 1510. Sin Bagrata III. i Elene                                                | 1565. – 1585.                                                         | 1585. u najmanje 74./75. godini                                       | Kraljevina Imeretija                               | Nepoznato jedno dijete Rusudan Šervašidze (umrla 1578.) dvoje djece Tamara Diasamidze troje djece                                                                                | Svojim usponom na prijestolje Đuro se našao uključen u građanski rat među svojim vazalima. |
| David XI. Dāwūd Khan II. (დავით XI, داود خان, დაუთ-ხანი) |                                                         | Poslije 1537. Sin Luarsaba I. i Tamare od Imeretije                                 | 1569. – 1578.                                                         | oko 1579. Konstantinopol u najviše 41./42. godini                     | Kraljevina Kartlija                                | Elena (rođakinja Aleksandra II. od Kahetije) četvero djece | Preobratio se na islam. Perzijski šah Tahmasp I. imenovao ga je kanom Kartlije, od 1562. (efektivno fo 1569.) do 1578. |
| Aleksandar II. (ალექსანდრე II) |                                                         | 1527. Sin Levana i Tinatin Gurieli                                                  | 1574. – 1601. 1602. – 1605.                                           | 12. ožujka 1605. Zagem u 77./78. godini                               | Kraljevina Kahetija                                | Tinatin Amilahvari | Unatoč nesigurnoj međunarodnoj situaciji, uspio je zadržati relativnu ekonomsku stabilnost u svom kraljevstvu i pokušao uspostaviti kontakte s Moskovskim Carstvom. U listopadu 1601. Aleksandrov sin David pobunio se od kraljevske vlasti i prigrabio krunu, prisilivši oca da se povuče u samostan. David će umrijeti godinu dana kasnije, 2. listopada 1602. godine, a Aleksandar je uspio obnoviti prijestolje. Aleksandar je postao žrtvom državnog udara pod pokroviteljstvom Irana koji je vodio njegov drugi sin Konstantin. |
| Levan od Imeretije (ლევანი) |                                                         | 1573. Sin Đure II. i Rusudan Šervašidze                                             | 1585. – 1588.                                                         | 1590. u 17./18. godini                                                | Kraljevina Imeretija                               | Marehi Dadiani bez djece | S usponom na prijestolje, Levan se suočio s pobunom vlastitog ujaka Konstantina, koji je prkosio kraljevskoj vlasti i preuzeo kontrolu nad Gornjom Imeretijom. Levan je sklopio savez s mingrelskim princom Mamijom IV. Dadianijem i natjerao je Konstantina da se preda 1587. godine. Tada će se suočiti i s neprijateljstvima Šimuna I. i vlastitog šogora, koji ga je svrgnuo. |
| Rostom (როსტომი) |                                                         | 1571. (nelegitimni?) Sin princa Konstantina od Imeretije (umro 1587.)               | 1588. – 1589. 1590. – 1605.                                           | 1605. u 33./34. godini                                                | Kraljevina Imeretija                               | Neoženjen | Rostom je bio sin pobunjenog princa Konstantina, na prijestolje je uzdignut uz podršku Mamije IV. Dadianija, koji je svrgao Levana. Rostomovoj vlasti je, međutim, prkosio njegov vazal Đuro II. Gurieli, koji je upotrijebio osmansku silu za svrgavanje kralja u korist Bagrata IV., unuka Bagrata III. po ocu. Nakon što je Rostom pobjegao u Mingreliju, Šimun I. od Kartlije svrgnuo je Bagrata i stavio pod kontrolu veći dio Imeretije. Manučar I. Dadiani odbacio je Šimunov ultimatum, preselio se u Imeretiju, porazio napadače i vratio Rostoma za kralja. Međutim, vlast je počela držati aristokratska elita, osobito princ Mingrelije.                                 |
| Bagrat IV. (ბაგრატ IV) |                                                         | 1565. Sin princa Teimuraza                                                          | 1589. – 1590.                                                         | Poslije 1590. u najmanje 24./25. godini                               | Kraljevina Imeretija                               | Neoženjen | Rostom je bio sin pobunjenog princa Konstantina, na prijestolje je uzdignut uz podršku Mamije IV. Dadianija, koji je svrgao Levana. Rostomovoj vlasti je, međutim, prkosio njegov vazal Đuro II. Gurieli, koji je upotrijebio osmansku silu za svrgavanje kralja u korist Bagrata IV., unuka Bagrata III. po ocu. Nakon što je Rostom pobjegao u Mingreliju, Šimun I. od Kartlije svrgnuo je Bagrata i stavio pod kontrolu veći dio Imeretije. Manučar I. Dadiani odbacio je Šimunov ultimatum, preselio se u Imeretiju, porazio napadače i vratio Rostoma za kralja. Međutim, vlast je počela držati aristokratska elita, osobito princ Mingrelije.                                 |
| Đuro X. (გიორგი X) |                                                         | 1561. Tbilisi Sin Šimuna I. i Nestan-Daredžan od Kahetije                           | 1599. – 1606.                                                         | 7. rujna 1606. Konstantinopol u 44./45. godini                        | Kraljevina Kartlija                                | Mariam/Tamara Lipartiani (umrla 1614.) 15. rujna 1578. petero djece | Borio se zajedno s ocem protiv osmanlijskih okupacijskih snaga od 1598. godine. Imao vlast nakon što su Turci Šimuna zarobili u bitci kod Nahidurija 1599. godine. Đuro je nekoliko puta, premda uzalud, pokušao otkupiti oca (koji bi umro kao zatvorenik u 1612.) iz zarobljeništva i čak je uzvišenoj Porti ponudio svog sina kao taoca. Podržao Perzijance protiv Osmanlija. Također je bio prvi kralj Kartlije koji je pokušao uspostaviti diplomatske veze s Velikom kneževinom Moskvom. Đuro je čak odlučio dati udati svoju kćer Elenu za cara Borisa Godunova. Međutim, nestabilna politička situacija u obje države prekinula je te kontakte.                              |
| David I. (დავით I) |                                                         | 1569. Gremi Sin Aleksandra II. i Tinatin Amilahvari                                 | 1601. – 1602.                                                         | 21. listopada 1602. Gremi u 31./32. godini                            | Kraljevina Kahetija                                | Sv. Ketevan, mučenica 1581. četvero djece | Sredinom 1601. godine kapitalizirao je bolest svoga oca i stekao učinkovitu kontrolu vlade. Međutim, umro godinu dana kasnije. Njegov je otac tada povratio prijestolje. |
| Konstantin I. Kustandil Kan (კონსტანტინე I, کنستانتین خان‎, კონსტანტინე ხანი) |                                                         | 1567. Sin Aleksandra II. i Tinatin Amilahvari                                       | 1605.                                                                 | 22. listopada 1605. u 33./34. godini                                  | Kraljevina Kahetija                                | Nepoznato (unuka Aleksandra II.) | Njegovi su podanici odbili priznati patricid (ubio je Aleksandra II.) i pobunili su se. Pobunu je vodila Konstantinova šogorica, udovica Ketevan, koja je zatražila pomoć od Đure X. iz Kartlije. Konstantin je podmitio neke pobunjene plemiće, ali na kraju je morao pobjeći. Pobunjenici su poslali emisare Abasu I. u Perziju i obećali odanost, pod uvjetom da Abas potvrdio njihovog kandidata, Ketevanova sina Teimuraza, kao kršćanskog kralja Kahetije. |
| Đuro III. (გიორგი III) |                                                         | Prije 1605. Sin princa Konstantina od Imeretije i Elene Gurieli                     | 1605. – 1639.                                                         | 1639. u najmanje 33./34. godini                                       | Kraljevina Imeretija                               | Tamara (umrla 1639.) bez djece | Njegov je autoritet ozbiljno osporio energični princ Mingrelije Levan II. Dadiani, čiji je sve veći utjecaj na zapadne gruzijske politike Đuro bez ikakvog uspjeha pokušao ograničiti. |
| Teimuraz I. (თეიმურაზ I) (Pod skrbništvom Ketevan (ქეთევან წამებული) (1605. – 1614.)) |                                                         | 1589. Sin Davida I. i Ketevan                                                       | 1605. – 1648.                                                         | 1661. Gorgan u 71./72. godini                                         | Kraljevina Kahetija                                | Ana Gurieli oko 1605. troje djece Horašan Kartlijska 1612. dvoje djece | Svestrani pjesnik i poklonik perzijske poezije, Teimuraz je na gruzijski preveo nekoliko perzijskih ljubavnih priča i osobna iskustva svoje vladavine pretočio u niz izvornih pjesama pod utjecajem suvremene perzijske tradicije. Od 1614. godine vodio je pet desetljeća dugu borbu protiv safavidsko-iranske dominacije u Gruziji tijekom koje je izgubio nekoliko članova svoje obitelji. Zbog toga su ga Perzijanci dva puta svrgavali (1616. – 25., 1633. – 34.), Tijekom kojih je Kahetija bila pod perzijskim namjesništvom. Teimuraz je život završio kao šahov zatvorenik u Astarabadu u dobi od 74 godine.                                                                |
| Kahetija nakratko pripojena Kartliji i onda Perziji |                                                         |                                                                                     |                                                                       |                                                                       |                                                    | | |
| Luarsab II. „Sveti mučenik“ (ლუარსაბ II) (Pod skrbništvom Šadimana Baratašvilija (შადიმან ბარათაშვილი) (1606. – 1610.)) |                                                         | 1592. Tbilisi Sin Đure X. i Mariam/Tamare Lipartiani                                | 1606. – 1615.                                                         | 1. srpnja 1615. Širaz u 22./23. godini                                | Kraljevina Kartlija                                | Makrine Saakadze bez djece | Poznat je po mučeničkoj smrti od perzijskog šaha Abasa I. Gruzijska pravoslavna Crkva smatra ga svecem i obilježava njegovo sjećanje na dan njegove smrti, 1. srpnja. |
| Bagrat VII. Bagrat Kan (ლუარსაბ II) |                                                         | 1569. Sin Davida XI. i Elene                                                        | 1615. – 1619.                                                         | 1619. u 49./50. godini                                                | Kraljevina Kartlija                                | Ana od Kahetije dvoje djece | Abas I. instalirao ga je kao marionetskog kralja/kana u Kartliji na mjestu pogubljenja njegovog rođaka Luarsaba II. Provodio je samo ograničenu moć ograničenu na Donju Kartliju i uglavnom se oslanjao na perzijske snage. Smatran odmetnikom, gadiose većini stanovništva kraljevstva i, usprkos perzijskoj prisutnosti, nije bio u stanju kontrolirati čak ni naizgled odano plemstvo. |
| Šimun II. Semayun Kan (სიმონ II) (Pod regenstvom Giorgija Saakadzea (გიორგი სააკაძე) (1619. – 1625.)) |                                                         | oko 1610. Sin Bagrata VII. i Ane od Kahetije                                        | 1619. – 1630.                                                         | 1630. u oko 19./20. godini                                            | Kraljevina Kartlija                                | Jahan Banu Begum jedno dijete | U velikoj mjeri nepopularan među svojim kršćanskim podanicima, Šimunov se "kanat" nikada nije protezao dalje od Tbilisija i provincije Donje Kartlije, gdje su perzijske snage okupirale okruge Somhiti i Sabaratiano. |
| Kartlija nakratko pripojena Kahetiji |                                                         |                                                                                     |                                                                       |                                                                       |                                                    | | |
| Rostom Rustam Kan (როსტომი, როსტომ ხანი) |                                                         | 1565. Sin Davida XI. i Elene                                                        | 1633. – 1658.                                                         | 1658. u 92./93. godini                                                | Kraljevina Kartlija                                | Ketevan Abašišvili 1635. bez djece Mariam Dadiani 1638. bez djece | Preuzeo je kontrolu nad Kartlijem i uveo vojsku u sve veće tvrđave s perzijskim snagama, dovodeći ih pod svoju strogu kontrolu. Njegova spremnost da surađuje sa svojim suzerenom pridobila je za Kartliju veći stupanj autonomije. Uslijedilo je razdoblje relativnog mira i prosperiteta, s oživljavanjem gradova i naselja, mnoga napuštena područja ponovno su naseljena i trgovina je cvjetala. Iako musliman, Rostom je pokrovitelj kršćanske kulture, iako na njegovom dvoru prevladavaju islam i perzijske navike. Nemilosrdno je slomio protivljenje lokalnih plemića. |
| Aleksandar III. (ალექსანდრე III) |                                                         | 1609. Sin Đure III. i Tamare                                                        | 1639. – 1660.                                                         | 1. ožujka 1660. u 50./51. godini                                      | Kraljevina Imeretija                               | Tamara Gurieli 1618. (poništen 1620.) troje djece Daredžan od Kahetije 1629. bez djece                                                                                           | Veći dio njegove vladavine proveo je u borbi protiv moćnog princa Mingrelije, Levana II. Dadianija, koji je odbio priznati kralja Imeretija za svog gospodara i težio je da ga smjeni s prijestolja. |
| Vahtang V. Šah-Navaz Kan (ვახტანგ V) |                                                         | 1618. Sin Teimuraza I. i Ane Eristavi Usvojeni sin Rostoma                          | 1658. – 1675.                                                         | Rujan 1675. u 56./57. godini                                          | Kraljevina Kartlija                                | Rodam Kaplanišvili-Orbeliani (poništen 1658.) desetero djece Mariam Dadiani 1658. bez djece                                                                                      | Izvorno prapraunuk Konstantina II., poticao je iz linije Muhrani, a naslijedio ga je njegov prethodnik Rostom. Slijedio je politiku svog prethodnika, uspio održati miran odnos sa svojim perzijskim suzerenima i oživjeti gospodarstvo Kartlije. Učinio je napore da druge gruzijske politike stavi pod svoj nadzor. |
| Bagrat V. (ბაგრატ V) |                                                         | 1620. Sin Aleksandra III. i Tamare Gurieli                                          | 1660. 1664. – 1668. 1668. – 1678. 1679. – 1681.                       | 1681. u 60./61. godini                                                | Kraljevina Imeretija                               | Ketevan (poništen 1661.) bez djece Tatia Muhrani (poništen 1663.) bez djece Tamara Muhrani četvero djece                                                                         | Njegovom vladavinom započelo je razdoblje dinastičkih nevolja u Imeretiji, koje su obilježile krajnja nestabilnost i feudalna anarhija u kraljevstvu: Neki plemići, koji su već imali moć, pokušavaju se uzdići kao kraljevi. |
| Vahtang Džudžunašvili (ვახტანგ ჭუჭუნაშვილი) |                                                         | ?                                                                                   | 1660. – 1661. 1668.                                                   | 1668.                                                                 | Kraljevina Imeretija                               | Neoženjen | Nedinastički. Ljubavnik kraljice Daredžan, koja je 1660. oslijepila svog posinka Bagrata V. |
| Arčil (არჩილი) |                                                         | 1647. Sin Vahtanga V. i Rodam Kaplanišvili-Orbeliani                                | 1661. – 1663.                                                         | 16. travnja 1713. Moskva u 65./66. godini                             | Kraljevina Imeretija                               | Nepoznato (kći princa Nodara Cicišvilija) bez djece Ketevan 1668. četvero djece                                                                                                  | Obnovio neovisnost Kahetije od Perzije. Nakon niza neuspješnih pokušaja da se uspostavi na prijestolju Imeretije, Arčil se povukao u Rusiju gdje je predvodio kulturni život lokalne gruzijske zajednice. Bio je i lirski pjesnik. |
| Arčil (არჩილი) | 1664. – 1675.                                           | 1647. Sin Vahtanga V. i Rodam Kaplanišvili-Orbeliani                                | Kraljevina Kahetija                                                   | 16. travnja 1713. Moskva u 65./66. godini                             |                                                    | Nepoznato (kći princa Nodara Cicišvilija) bez djece Ketevan 1668. četvero djece                                                                                                  | Obnovio neovisnost Kahetije od Perzije. Nakon niza neuspješnih pokušaja da se uspostavi na prijestolju Imeretije, Arčil se povukao u Rusiju gdje je predvodio kulturni život lokalne gruzijske zajednice. Bio je i lirski pjesnik. |
| Arčil (არჩილი) | 1678. – 1679. 1690. – 1691. 1695. – 1696. 1698. – 1699. | 1647. Sin Vahtanga V. i Rodam Kaplanišvili-Orbeliani                                | Kraljevina Imertija                                                   | 16. travnja 1713. Moskva u 65./66. godini                             |                                                    | Nepoznato (kći princa Nodara Cicišvilija) bez djece Ketevan 1668. četvero djece                                                                                                  | Obnovio neovisnost Kahetije od Perzije. Nakon niza neuspješnih pokušaja da se uspostavi na prijestolju Imeretije, Arčil se povukao u Rusiju gdje je predvodio kulturni život lokalne gruzijske zajednice. Bio je i lirski pjesnik. |
| Dmitar Gurieli (დემეტრე გურიელი) |                                                         | ? Sin Šimuna Gurielija                                                              | 1663. – 1664.                                                         | 1668.                                                                 | Kraljevina Imeretija                               | Neoženjen | Nedinastički. Također princ od Gurije 1658. – 1668. Godine 1664. Imerećani su ga svrgnuli i oslijepili te nanovo ustoličili Bagrata V. |
| Đuro XI. Gurgin Kan (გიორგი XI) |                                                         | 1651. Sin Vahtanga V. i Rodam Kaplanišvili-Orbeliani                                | 1675. – 1688. 1703. – 1709.                                           | 21. travnja 1709. Kandahar u 57./58. godini                           | Kraljevina Kartlija                                | Tamara Davitišvili (umrla 4. prosinca 1683.) 1676. dvoje djece Horešan Mikeladze (umrla 24. veljače 1695.) 1687. Kodžori jedno dijete                                            | Najpoznatiji je po svojoj borbi protiv Safavida koji su dominirali njegovim oslabljenim kraljevstvom, a kasnije kao vrhovni zapovjednik Safavida u današnjem Afganistanu. Budući da je bio pravoslavni kršćanin, prešao je na šiitski islam prije imenovanja guvernerom Kandahara. |
| Heraklo I. Eregli Kan Nazar Ali Kan (ერეკლე I, ارگلی خان, ნაზარალი-ხანი, نظر علی خان‎) |                                                         | 1642. Sin Princ David od Kahetijeprinca Davida od Kahetije i Elene Diasamidze       | 1675. – 1676.                                                         | 21. travnja 1709. Isfahan u 66./67. godini                            | Kraljevina Kahetija                                | Ana Čolokašvili | Unuk Teimuraza I. od Kahetije. Odgojen u Rusiji, gdje je bio poznat kao Nikolaj Davidovič. 1662. godine vratio se da zauzme upražnjeno prijestolje Kahetije, ali ga je porazio princ Arčil koji je imao iransku potporu. Međutim, uspio je zauzeti Kahetiju kad je Arčil, u sukobu s Perzijskim Carstvom, napustio kraljevstvo. Pripajanjem svog kraljevstva Perziji, i smjenom Đure XI., Heraklo je imenovan novim kraljem Kartlije. Đuro XI. vratio se na svoje prijestolje 1703. godine i, unatoč tome što je i njegovo kraljevstvo bilo obnovljeno, Heraklo se na njega više nije vratio.                                                                                        |
| Heraklo I. Eregli Kan Nazar Ali Kan (ერეკლე I, ارگلی خان, ნაზარალი-ხანი, نظر علی خان‎) | 1688. – 1703.                                           | 1642. Sin Princ David od Kahetijeprinca Davida od Kahetije i Elene Diasamidze       | Kraljevina Kartlija                                                   | 21. travnja 1709. Isfahan u 66./67. godini                            |                                                    | Ana Čolokašvili | Unuk Teimuraza I. od Kahetije. Odgojen u Rusiji, gdje je bio poznat kao Nikolaj Davidovič. 1662. godine vratio se da zauzme upražnjeno prijestolje Kahetije, ali ga je porazio princ Arčil koji je imao iransku potporu. Međutim, uspio je zauzeti Kahetiju kad je Arčil, u sukobu s Perzijskim Carstvom, napustio kraljevstvo. Pripajanjem svog kraljevstva Perziji, i smjenom Đure XI., Heraklo je imenovan novim kraljem Kartlije. Đuro XI. vratio se na svoje prijestolje 1703. godine i, unatoč tome što je i njegovo kraljevstvo bilo obnovljeno, Heraklo se na njega više nije vratio.                                                                                        |
| Heraklo I. Eregli Kan Nazar Ali Kan (ერეკლე I, ارگلی خان, ნაზარალი-ხანი, نظر علی خان‎) | 1703. – 1709.                                           | 1642. Sin Princ David od Kahetijeprinca Davida od Kahetije i Elene Diasamidze       | Kraljevina Kahetija                                                   | 21. travnja 1709. Isfahan u 66./67. godini                            |                                                    | Ana Čolokašvili | Unuk Teimuraza I. od Kahetije. Odgojen u Rusiji, gdje je bio poznat kao Nikolaj Davidovič. 1662. godine vratio se da zauzme upražnjeno prijestolje Kahetije, ali ga je porazio princ Arčil koji je imao iransku potporu. Međutim, uspio je zauzeti Kahetiju kad je Arčil, u sukobu s Perzijskim Carstvom, napustio kraljevstvo. Pripajanjem svog kraljevstva Perziji, i smjenom Đure XI., Heraklo je imenovan novim kraljem Kartlije. Đuro XI. vratio se na svoje prijestolje 1703. godine i, unatoč tome što je i njegovo kraljevstvo bilo obnovljeno, Heraklo se na njega više nije vratio.                                                                                        |
| Između 1676. i 1703., Kahetija je pripojena Perziji |                                                         |                                                                                     |                                                                       |                                                                       |                                                    | | |
| Đuro IV. Gurieli (გიორგი III გურიელი) |                                                         | ? Son of Kaikhosro I Gurieli and Khvaramze Goshadze                                 | 1681. – 1683.                                                         | 1684.                                                                 | Kraljevina Imeretija                               | Tamara Čidžavadze 1667. poništen 1677.) petero djece Daredžan od Imeretije oko 1677. bez djece Tamara Muhrani 1681. bez djece                                                    | Nedinastički. Također princ od Gurije 1658. – 1668. Oženio Daredžan, kćer Bagrata V., a potom i njegovu punicu. Bio je energično uključen u građanske ratove u zapadnim gruzijskim državama, koje je nastojao dovesti pod svoje. Ubijen je u borbi dok je pokušavao povratiti izgubljeno prijestolje Imeretije. |
| Aleksandar IV. (ალექსანდრე IV) |                                                         | Prije 1681. Nezakoniti sin Bagrata V.                                               | 1683. – 1691. 1691. – 1695.                                           | 1695. u najmanje 13./14. godini                                       | Kraljevina Imeretija                               | Tamara Abašidze 1691 četvero djece | Đuro XI. od Kartlije i imeretski plemići osigurali su osmansko priznanje Aleksandru, koji je u Imeretiji ustoličen nakon pogubljenja princa od Gurije 1683. godine. Aleksandar je svoju odanost prenio na safavidskog šaha Sulejmana I. iz Perzije 1689. godine, ali su ga Turci protjerali u Kartliju u kolovozu 1690. godine. Sljedeće godine, posredovanjem Herakla I. od Kartlije i perzijske vlade, Aleksandar je ponovo ustoličen u Imeretiji nakon godinu dana anarhije i loše vladavine. |
| Đuro V. „Goča“ (გიორგი V გოჩია) |                                                         | ? Rođak iz dinastije Bagration                                                      | 1696. – 1698.                                                         | 1695. u najmanje 13./14. godini                                       | Kraljevina Imeretija                               | Tamara Abašidze 1696. bez djece | Đuru je postavio na prijestolje Đuro-Malakia Abašidze, te je vladao praktično pod njegovim moćnim dobročiniteljem. |
| Šimun (სიმონი) |                                                         | ? Nezakoniti sin Aleksandar IV. od ImeretijeAleksandra IV.                          | 1699. – 1701.                                                         | 1701.                                                                 | Kraljevina Imeretija                               | Anika Abašidze 1699. bez djece | Odgojen na dvoru Herakla I. od Kartlije. Protjerali ga Đuro-Malakia Abašidze i njegova kći Tamara (udovica Aleksandra IV.) |
| Mamia Gurieli „Veliki“ მამია III გურიელი დიდი) |                                                         | ? Sin Đure IV. i Tamare Čidžavadze                                                  | 1701. – 1702. 1711. – 1712. 1713. – 1714.                             | 5. siječnja 1714.                                                     | Kraljevina Imeretija                               | Elena Abašidze 1698. (poništen 1711.) sedmero djece Tamar od Rače (umrla 1716.) bez djece                                                                                        | Nedinastički. Također princ od Gurije 1689-1714. Uključen u građanske ratove koji su mučili Imeretiju, tri je puta postao vladar kraljevine. Za vrijeme svog prvog kraljevanja, abdicirao je, jer nije mogao tolerirati utjecaj svog tasta Đure-Malakia Abašidzea. Naknadna razdoblja njegove kraljevske karijere rezultat su sukoba s Đurom VII. Mamia je umro dok je još uvijek sjedio na prijestolju Imeretije, koje se potom vratilo svom suparniku. |
| Đuro VI.-Malakia Abašidze (გიორგი-მალაქია აბაშიძე) |                                                         | ? Sin Paate Abašidzea                                                               | 1702. – 1707.                                                         | 15. listopada 1722. Tbilisi                                           | Kraljevina Imeretija                               | Nepoznato sedmero djece | Nakon što je kontrolirao mnoge kraljeve iza zavjese, Đuro-Malakia se probio do prijestolja, ali je na kraju svrgnut pobunom plemića. |
| Đuro VII. (გიორგი VII) |                                                         | 1670. Nezakoniti sin Aleksandra IV.                                                 | 1707. – 1711. 1712. – 1713. 1713. – 1716. 1719. – 1720. 1707. – 1711. | 22. veljače 1720. Kutaisi u 49./50. godini                            | Kraljevina Imeretija                               | Rodam 1703. (poništen 1712.) petero djece Tamara Abašidze oko 1712. (poništen 1713.) bez djece Tamara od Rače oko 1713. bez djece Tamara Gurieli (umrla 1742.) 1716. troje djece | Uz odobrenje osmanske vlade, zakoniti kralj Imeretije od strane odanih plemića od 1702. godine, premda je tek 1707. uspio oduzeti krunu od uzurpatoru Đuri-Malakiji Abašidzeu (Đuri VI). Stupio u sukob s Mamijom Gurielijem za prijestolje. |
| Kajhosro (ქაიხოსრო) |                                                         | 1. siječnja 1674. Tbilisi Sin princa Levana i Tute Gurieli                          | 1709. – 1711.                                                         | 27. rujna 1711. Kandahar u 37. godini                                 | Kraljevina Kartlija                                | Ketevan (umrla Moskva, 3. svibnja 1730.) četvero djece | Unuk s očeve strane Vahtang V. vladao je u odsutnosti, budući da je cijelo to razdoblje služio kao perzijski vrhovni zapovjednik u današnjem Afganistanu. |
| David II. Imām Qulī Khān (დავით II, امام قلی خان, იმამყული-ხანი‎) |                                                         | 1678. Isfahan Sin Herakla I. i Ane Čolokašvili                                      | 1709. – 1722.                                                         | 2. studenog 1722. Magharo u 44./45. godini                            | Kraljevina Kahetija                                | Nepoznato (kći šamkala od Tarkija) bez djece Yatri Jahan-Begum troje djece | Iako musliman i odani vazal Safavida iz Irana, nije uspio osigurati sigurnost svog kraljevstva i veći dio njegove vladavine obilježila je Lekianoba - neprestani upadi dagestanskih planinskih klanova. |
| Međuvlada: 1711. – 1714. (Pod regenstvom princa Vahtanga) |                                                         |                                                                                     |                                                                       |                                                                       |                                                    | | |
| Jese Ali-Kuli Kan Mustafa Paša (იესე) |                                                         | 1680. Tbilisi Sin princa Levana i Tute Gurieli                                      | 1714. – 1716. 1724. – 1727.                                           | 1727. Tbilisi u 57./58. godini                                        | Kraljevina Kartlija                                | Mariam Kaplanišvili-Orbeliani 1712. Elene-Begum od Kahetije 1715. jedanaestero djece                                                                                             | Otac po unuku Vahtanga V. Pokazao se nesposobnim i ovisnim o alkoholu. Budući da nije mogao održavati red u svom posjedu, u lipnju 1716. zamijenio ga je brat Vahtang, koji se napokon pristao odreći kršćanstva. Nakon osmanske invazije na Gruziju koja je dovela do Vahtangovog bijega, Jese se mogao vratiti na prijestolje. Nakon njegove smrti, kraljevstvo je ukinuto i ujedinjeno s Kahetijom. |
| Vahtang VI. „Učenjak“ Ḥosaynqolī Khan (ვახტანგ VI, حسین‌قلی خان) |                                                         | 16. rujna 1674. Tbilisi Sin princa Levana i Tute Gurieli                            | 1716. – 1724.                                                         | 26. ožujka 1737. Astrahan u 61. godini                                | Kraljevina Kartlija                                | Rusudan od Čerkezije 1696. petero djece | Jedan od najvažnijih i izvanrednih državnika Gruzije s početka 18. stoljeća, poznat je kao zapaženi zakonodavac, učenjak, kritičar, prevoditelj i pjesnik. Njegova je vladavina na kraju prekinuta osmanskom invazijom nakon raspada Safavidske Perzije, što je natjeralo Vahtanga u progonstvo u Rusko Carstvo. |
| Godine 1727., Kraljevina Kartlija pripojena je Osmanlijskom Carstvu, zatim Perziji (1735.), i konačno spojena u Kahetiju 1744. |                                                         |                                                                                     |                                                                       |                                                                       |                                                    | | |
| Đuro VIII. Gurieli (გიორგი IV გურიელი) |                                                         | ? Sin Mamije i Hvaramze Gošadze                                                     | 1720.                                                                 | 1726.                                                                 | Kraljevina Imeretija                               | Elena-Mariam Abašidze (poništen 1717.) dvoje djece Hvaramze Dadiani bez djece | Nedinastički. Također princ od Gurije 1714. – 1726. Primio je krunu Imeretije, ali ju je kasnije te godine bio prisiljen predati. Vraćajući se u Guriju, njegovu je vladavinu osporila frakcija lokalnog plemstva, koja je uključivala njegovu majku Elene i brata Kajhosroa III. |
| Aleksandar V. (ალექსანდრე V) |                                                         | 1703. Kutaisi Sin Đure VII. i Rodam od Kartlije                                     | 1720. – 1741. 1741. – 1746. 1746. – 1749.                             | Ožujak 1752. Kutaisi u 49./50. godini                                 | Kraljevina Imeretija                               | Mariam Dadiani (umrla 1731.) 1721. troje djece Tamara Abašidze (umrla 1772.) 1732. petero djece                                                                                  | Odgojen na dvoru Vahtanga VI. od Kartlije i uživao njegovu potporu u borbi za vlast u Imeretiji. Nakon posjeta Istanbulu, u kolovozu 1719. godine, vratio se s odredom turskih pomoćnika, smijenio Đuru VIII. Gurielija u lipnju 1720. i okrunjen za kralja Imeretije. |
| Konstantin II. Mahmād Qulī Khān (კონსტანტინე II მაჰმად ყული-ხანი) |                                                         | ? Isfahan Nezakoniti sin Herakla I.                                                 | 1722. – 1732.                                                         | 28. prosinca 1732. Telavi                                             | Kraljevina Kahetija                                | Peredžan-Begum jedno dijete | Često se svađao sa svojim zapadnim susjedom i rođakom, Vahtangom VI. iz Kartlije, kojeg je perzijska vlada proglasila svrgnutim 1723. |
| Teimuraz II. (თეიმურაზ II) |                                                         | 7. studenog 1700. Tbilisi Sin Konstantina II. i Peredžan-Begum                      | 1732. – 1744.                                                         | 8. siječnja 1762. Sankt Petersburg u 61. godini                       | Kraljevina Kahetija                                | Tamara Eristavi (poništen 1711.) bez djece Tamara II. 2. veljače 1712. četvero djece Ana-Hanum Baratašvili 19. kolovoza 1746. dvoje djece                                        | 1735. raspirivao je nemire protiv perzijske vlasti, ali su ga zarobili 1736. Dio gruzijskih plemića pokrenuo je snažnu pobunu protiv perzijskog režima, a šah pušta Teimuraza da suzbije oporbu. 1744. godine šah je Teimuraza potvrdio za kralja Kartlije, a njegov sin Heraklo dobio je kahetijsku krunu, polažući pravo za eventualno ponovno ujedinjenje gruzijskih kraljevstava. Oni su prvi put od 1632. godine prepoznati kao kršćanski kraljevi i kao takvi okrunjeni. S njihovom snagom koja je postajala sve jača, Teimuraz i Heraklo ubrzo su odbacili svoju vjernost perzijskom sizerenu.                                                                                |
| Teimuraz II. (თეიმურაზ II) | 1744. – 1762 (s Tamarom II. do 1746.)                   | 7. studenog 1700. Tbilisi Sin Konstantina II. i Peredžan-Begum                      | Kraljevina Kartlija                                                   | 8. siječnja 1762. Sankt Petersburg u 61. godini                       |                                                    | Tamara Eristavi (poništen 1711.) bez djece Tamara II. 2. veljače 1712. četvero djece Ana-Hanum Baratašvili 19. kolovoza 1746. dvoje djece                                        | 1735. raspirivao je nemire protiv perzijske vlasti, ali su ga zarobili 1736. Dio gruzijskih plemića pokrenuo je snažnu pobunu protiv perzijskog režima, a šah pušta Teimuraza da suzbije oporbu. 1744. godine šah je Teimuraza potvrdio za kralja Kartlije, a njegov sin Heraklo dobio je kahetijsku krunu, polažući pravo za eventualno ponovno ujedinjenje gruzijskih kraljevstava. Oni su prvi put od 1632. godine prepoznati kao kršćanski kraljevi i kao takvi okrunjeni. S njihovom snagom koja je postajala sve jača, Teimuraz i Heraklo ubrzo su odbacili svoju vjernost perzijskom sizerenu.                                                                                |
| Proces ujedinjenja Kartlije i Kahetije pokrenut je 1744. godine, kada su Teimuraza II. Perzijanci potvrdili kraljem Kartlije i prepustili Kahetiju njegovom sinu Heraklu II., a ispunio se 1762. godine, kada je Teimuraz II. umro, a Heraklo objedinio dvije krune. Ruska ekspanzija prema jugu prekinula je daljnju evoluciju; Kartlija-Kahetija je postala ruski protektorat 1783. godine Ugovorom iz Georgijevska, a pripojena Rusiji 1801. nakon smrti Đure XII. Imeretija je zadržala neovisnost nekoliko godina duže, sve do 1810. godine. |                                                         |                                                                                     |                                                                       |                                                                       |                                                    | | |
| Đuro IX. (გიორგი IX) |                                                         | 1718. Kutaisi Sin Đure VII. i Tamare Gurieli                                        | 1741.                                                                 | 1778. Kutaisi u 59./60. godini                                        | Kraljevina Imeretija                               | Mzehatun Lipartiani petero djece | Nakon što je njegov brat Aleksandar V. svrgnut u puču kojeg su sponzorirali Osmanlije 1741. godine, ustoličen je u Imeretiji, ali je iste godine smijenjen. |
| Tamara II. (თამარი II) |                                                         | 1696. Kći Vahtanga VI. i Rusudan od Čerkezije                                       | 1744. – 1746. (s Teimurazom II.)                                      | 12. travnja 1746. Kutaisi u 59./60. godini                            | Kraljevina Kartlija                                | Teimuraz II. 2. veljače 1712. četvero djece | Od 1744. do svoje smrti 1746. godine, Tamara je bila su-vladar sa suprugom u Kartliji, dok je njihov sin Heraklo započeo svoju dugotrajnu vladavinu u Kahetiji. |
| Heraklo II. (ერეკლე II) |                                                         | 7. studenog 1720. Telavi Sin Teimuraza II. i Tamare od Kartlije                     | 1744. – 1762. 1762. – 1798.                                           | 1. siječnja 1798. Telavi u 77. godini                                 | Kraljevina Kahetija Kraljevina Kahetija i Kartlija | Ketevan Mkheidze 1740. dvoje djece Ana Abašidze 1745. troje djece Daredžan Dadiani 1750. dvadeset troje djece                                                                    | Definitivno spojio Kartliju s Kahetijem nakon očeve smrti. Njegova se vladavina smatra labuđim pjevom gruzijske monarhije. Potpomognut osobnim sposobnostima i nemirima u Perzijskom carstvu, Heraklo se uspostavio kao de facto autonomni vladar, prvi put u tri stoljeća politički ujedinio istočnu Gruziju i pokušao modernizirati vladu, ekonomiju i vojsku. Shrvan unutarnjim i vanjskim prijetnjama nesigurnoj neovisnosti Gruzije, stavio je svoje kraljevstvo pod formalnu rusku zaštitu 1783. godine, ali taj potez nije spriječio da invazija na Gruziju bude opustošena perzijskom invazijom 1795. godine.                                                                |
| Mamuka (მამუკა) |                                                         | oko 1710. Kutaisi Sin Đure VII. i Tamare Gurieli                                    | 1746. – 1749.                                                         | 1769. Kutaisi u 58./59. godini                                        | Kraljevina Imeretija                               | Daredžan Dadiani 1732. dvoje djece | Instaliran kao suparnički kralj svom bratu Aleksandru, uz podršku Otije Dadijanija, princa od Mingrelije, Zuraba Abašidzea i Grigola, vojvode od Rače. |
| Solomon I. Veliki (სოლომონ I დიდი) |                                                         | 1735. Kutaisi Sin Aleksandra V. i Tamare Abašidze                                   | 1752. – 1766. 1768. – 1784.                                           | 23. travnja 1784. Kutaisi u 48./49. godini                            | Kraljevina Imeretija                               | Tinatin Šervašidze jedno dijete Mariam Dadiani (umrla 1778.) troje djece Gulkan Culukidze (1730. – 1800.) bez djece                                                              | Instaliran kao suparnički kralj svom bratu Aleksandru, uz podršku Otije Dadijanija, princa od Mingrelije, Zuraba Abašidzea i Grigola, vojvode od Rače. |
| Teimuraz (თეიმურაზი) |                                                         | ? Kutaisi Sin Mamuke i Daredžan Dadiani                                             | 1766. – 1768.                                                         | 1772. Kutaisi                                                         | Kraljevina Imeretija                               | Nepoznato (kći Rostoma, vojvode od Rače) bez djece | Vladao pod turskom zaštitom, ali je Solomon vratio prijestolje uz rusku potporu 1768. godine. |
| David II. (დავით II) |                                                         | 1756. Kutaisi Sin Đure VII. i Tamare Gurieli                                        | 1784. – 1789. 1790. – 1791.                                           | 11. siječnja 1795. Ahalcihe u 38./39. godini                          | Kraljevina Imeretija                               | Ana Orbeliani oko 1780. četvero djece | Nakon smrti svog rođaka, kralja Salomona I., postao je regent, ali je spriječio da se suparnički prinčevi David (budući kralj Salomon II.) i Đuro okrune. Uz potporu Kacije II Dadianija, princa Mingrelije, zauzeo je prijestolje i proglasio se kraljem 4. svibnja 1784. godine. |
| Solomon II. (სოლომონ II) |                                                         | 1772. Kutaisi Sin Princa Arčila i princeze Elene Gruzijske                          | 1789. – 1790. 1791. – 1810.                                           | 7. veljače 1815. Trabzon u 42./43. godini                             | Kraljevina Imeretija                               | Ana Orbeliani 1787. bez djece Mariam Dadiani 1791. bez djece | Vladao pod prijetnjom ruske aneksije, što je postalo još prisutnije nakon osvajanja Kahetije-Kartlije 1800. godine. |
| Đuro XII. (გიორგი XII) |                                                         | 10. studenog 1746. Telavi Sin Herakla II. i Ane Abašidze                            | 1798. – 1800.                                                         | 28. prosinca 1800. Tbilisi u 54. godini                               | Kraljevina Kahetija i Kartlija                     | Ketevan Andronikašvili 1766 dvanaestero Mariam Cicišvili 13. srpnja 1783. jedanaestero djece                                                                                     | Njegova kratka vladavina u završnim godinama 18. stoljeća bila je obilježena značajnom političkom nestabilnošću, što je podrazumijevalo gotovo sigurne građanske sukobe i perzijske invazije. Oslabljen lošim zdravljem i preplavljen problemima u svom carstvu, Đuro je obnovio zahtjev za zaštitom ruskog cara Pavla I. Nakon njegove smrti, carska Rusija iskoristila je trenutak i anektirala gruzijska kraljevstva, dok je ostatke gruzijske kraljevske obitelji slala u prisilno progonstvo u Rusiju. |

Mnogi pripadnici dinastije Bagrationi bili su prisiljeni pobjeći iz zemlje i živjeti u emigraciji nakon što je Crvena armija preuzela kontrolu nad kratkotrajnom Demokratskom Republikom Gruzijom 1921. i instalirala Gruzijsku komunističku partiju. Otkako je Gruzija ponovno stekla neovisnost 1990. dinastija je podigla svoj profil, a 2008. dvije suparničke grane ujedinjene su u braku.